# 1969年ドイツグランプリ
1969年ドイツグランプリ (1969 German Grand Prix) は、1969年のF1世界選手権第7戦として、1969年8月3日にニュルブルクリンクで開催された。
レースは14周で行われ、ブラバムのジャッキー・イクスがポール・トゥ・ウィンで優勝し、ファステストラップも記録した。マトラ・インターナショナルのジャッキー・スチュワートが2位、マクラーレンのブルース・マクラーレンが3位となった。
本レースはF2部門との混走で行われたが、予選でF2マシンのBMW・269を駆るゲルハルト・ミッターが事故死した。

## エントリー

### F1
フェラーリは、ホームグランプリとなる次戦イタリアGPのデビューを目指す水平対向12気筒エンジン搭載の新車312Bの開発に集中するため、本レースを欠場した。ブラバムは、オーナーのジャック・ブラバムが足首の骨折から回復せず、本レースもジャッキー・イクスのみが参加した。チーム・ロータスは、アメリカでのレース活動を優先していたマリオ・アンドレッティが四輪駆動車の63を走らせる。

### F2
レース主催者はF1マシンの少なさ（14台）を補うため、1966年や1967年と同様に、この年もF2マシンの混走を認めた。地元ドイツのBMWからは3台の269がエントリーされた。この年はスポーツカーレースに専念していたマトラのワークスチーム「マトラ・スポール」はアンリ・ペスカロロが、セミワークスのマトラ・インターナショナルはジョニー・セルボ＝ギャバンがそれぞれマトラ・MS7で参加する。後にF1にも参戦するテクノからフランソワ・セベールが参加した。その他のF2参加者については、下記の#エントリーリストを参照されたい。なお、賞典はF1とは別であり、総合6位以内に入賞してもポイントの対象にはならないが、F1の出走回数にはカウントされる。

### エントリーリスト
| チーム                                                      | No. | ドライバー                     | コンストラクター | シャシー | エンジン                         | タイヤ |
| ----------------------------------------------------------- | --- | ------------------------------ | ---------------- | -------- | -------------------------------- | ------ |
| ゴールドリーフ・チーム・ロータス                            | 1   | グラハム・ヒル                 | ロータス         | 49B      | フォード・コスワース DFV 3.0L V8 | F      |
| ゴールドリーフ・チーム・ロータス                            | 2   | ヨッヘン・リント               | ロータス         | 49B      | フォード・コスワース DFV 3.0L V8 | F      |
| ゴールドリーフ・チーム・ロータス                            | 3   | マリオ・アンドレッティ         | ロータス         | 63       | フォード・コスワース DFV 3.0L V8 | F      |
| スクーデリア・フェラーリ SpA SEFAC                          | 4   | クリス・エイモン 1             | フェラーリ       | 312/69   | フェラーリ 255C 3.0L V12         | F      |
| スクーデリア・フェラーリ SpA SEFAC                          | 5   | ペドロ・ロドリゲス 1           | フェラーリ       | 312/69   | フェラーリ 255C 3.0L V12         | F      |
| モーターレーシング・ディベロップメンツ・リミテッド          | 6   | ジャッキー・イクス             | ブラバム         | BT26A    | フォード・コスワース DFV 3.0L V8 | G      |
| マトラ・インターナショナル                                  | 7   | ジャッキー・スチュワート       | マトラ           | MS80     | フォード・コスワース DFV 3.0L V8 | D      |
| マトラ・インターナショナル                                  | 8   | ジャン＝ピエール・ベルトワーズ | マトラ           | MS80     | フォード・コスワース DFV 3.0L V8 | D      |
| マトラ・インターナショナル                                  | 27  | ジョニー・セルボ＝ギャバン     | マトラ           | MS7      | フォード・コスワース FVA 1.6L L4 | D      |
| ブルース・マクラーレン・モーターレーシング                  | 9   | デニス・ハルム                 | マクラーレン     | M7A      | フォード・コスワース DFV 3.0L V8 | G      |
| ブルース・マクラーレン・モーターレーシング                  | 10  | ブルース・マクラーレン         | マクラーレン     | M7C      | フォード・コスワース DFV 3.0L V8 | G      |
| ロブ・ウォーカー/ジャック・ダーラッシャー・レーシングチーム | 11  | ジョー・シフェール             | ロータス         | 49B      | フォード・コスワース DFV 3.0L V8 | F      |
| アンティーク・オートモビルズ                                | 12  | ビック・エルフォード           | マクラーレン     | M7B      | フォード・コスワース DFV 3.0L V8 | G      |
| オーウェン・レーシング・オーガニゼーション                  | 14  | ジョン・サーティース           | BRM              | P139     | BRM P142 3.0L V12                | D      |
| オーウェン・レーシング・オーガニゼーション                  | 15  | ジャッキー・オリバー           | BRM              | P138     | BRM P142 3.0L V12                | D      |
| エキュリー・ボニエ                                          | 16  | ヨアキム・ボニエ               | ロータス         | 49B      | フォード・コスワース DFV 3.0L V8 | F      |
| フランク・ウィリアムズ・レーシングカーズ                    | 17  | ピアス・カレッジ               | ブラバム         | BT26A    | フォード・コスワース DFV 3.0L V8 | D      |
| フランク・ウィリアムズ・レーシングカーズ                    | 29  | リチャード・アトウッド         | ブラバム         | BT30     | フォード・コスワース FVA 1.6L L4 | D      |
| アーレンス・レーシングチーム                                | 20  | クルト・アーレンスJr.          | ブラバム         | BT30     | フォード・コスワース FVA 1.6L L4 | D      |
| ロイ・ウィンケルマン・レーシング                            | 21  | ハンス・ヘルマン               | ロータス         | 59B      | フォード・コスワース FVA 1.6L L4 | F      |
| ロイ・ウィンケルマン・レーシング                            | 22  | ロルフ・シュトメレン           | ロータス         | 59B      | フォード・コスワース FVA 1.6L L4 | F      |
| バイエリッシュ・モトーレン・ヴェルケ AG                     | 23  | フーベルト・ハーネ             | BMW              | 269      | BMW M12/1 1.6L L4                | D      |
| バイエリッシュ・モトーレン・ヴェルケ AG                     | 24  | ゲルハルト・ミッター           | BMW              | 269      | BMW M12/1 1.6L L4                | D      |
| バイエリッシュ・モトーレン・ヴェルケ AG                     | 25  | ディーター・クエスター         | BMW              | 269      | BMW M12/1 1.6L L4                | D      |
| マトラ・スポール                                            | 26  | アンリ・ペスカロロ             | マトラ           | MS7      | フォード・コスワース FVA 1.6L L4 | D      |
| テクノ・レーシングチーム                                    | 28  | フランソワ・セベール           | テクノ           | TF69     | フォード・コスワース FVA 1.6L L4 | D      |
| スクアドラ・タルタルーガ                                    | 30  | グザヴィエ・ペロー             | ブラバム         | BT23C    | フォード・コスワース FVA 1.6L L4 | F      |
| フェルディ・エンジニアリング・リミテッド                    | 31  | ピーター・ウェストバリー       | ブラバム         | BT30     | フォード・コスワース FVA 1.6L L4 | F      |
| ソース:                                                     |     |                                |                  |          |                                  |        |

追記
- ピンク地はF2部門で参加
- ^1 - フェラーリは新車312Bの開発を優先するため欠場[2]

## 予選

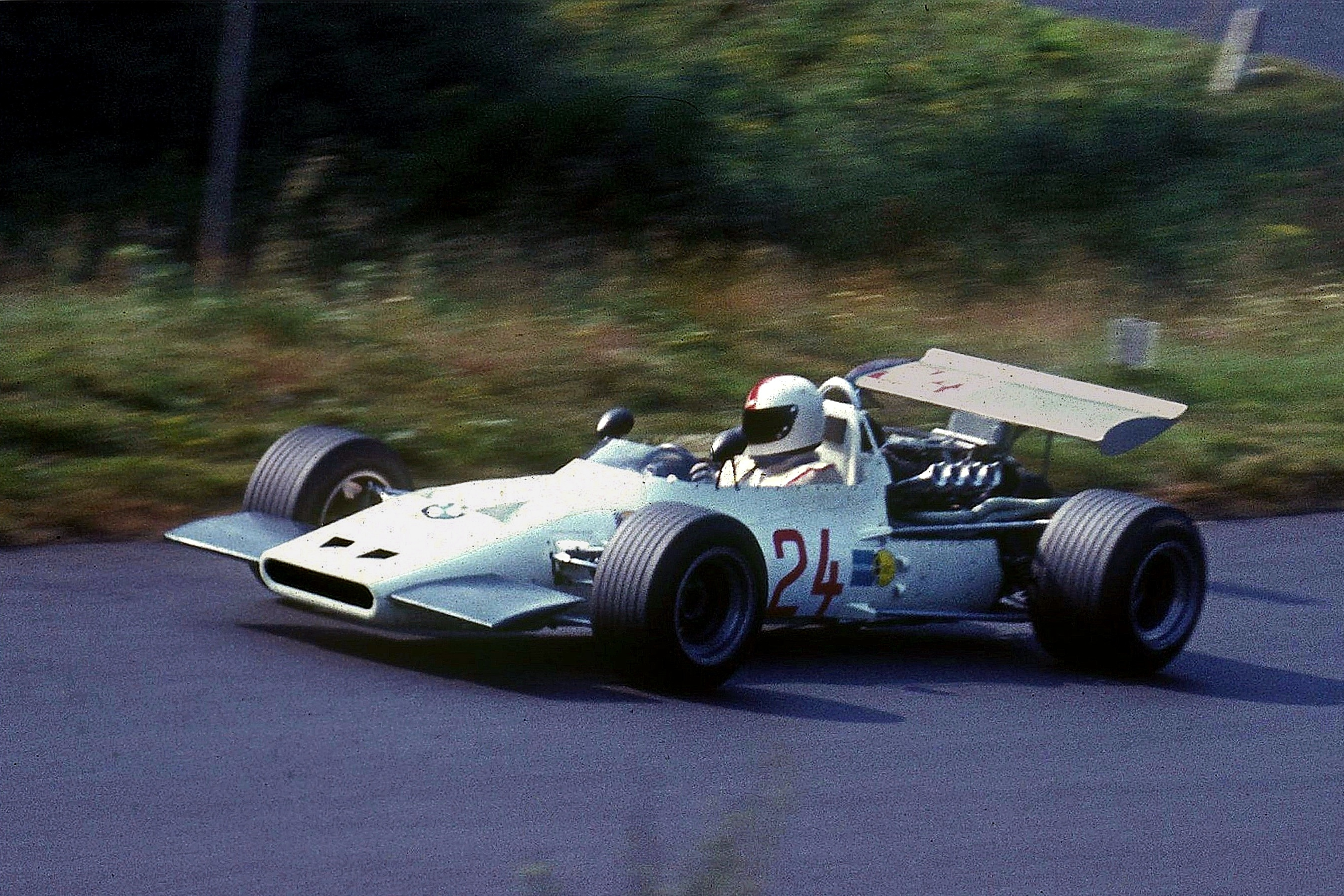
F2マシンのBMW・269を駆るゲルハルト・ミッターは予選でクラッシュして亡くなった。

ヨーロッパヒルクライムチャンピオンのゲルハルト・ミッターが、金曜日にフラッグプラッツでBMW・269をクラッシュさせて死亡した。サスペンションかステアリングの故障が原因と見られたことでBMW勢は撤退し、ミッターの親友であったハンス・ヘルマンも撤退したため、F2参加者は12台から8台に減った。
前戦イギリスGPまでの6戦で5勝を挙げ、ドライバーズポイントも2位のジャッキー・イクスに32点の大差を付けて首位を独走していたジャッキー・スチュワートだったが、イクスがポールポジションを獲得し、スチュワートは2番手であった。ヨッヘン・リントが3番手で、この3人がフロントローを占めた。2列目はジョー・シフェールとデニス・ハルム、3列目はビック・エルフォード、ピアス・カレッジ、ブルース・マクラーレンが占めた。グラハム・ヒルは9番手、四輪駆動車のロータス・63を走らせたマリオ・アンドレッティは12番手に終わった。ジョン・サーティースはBRM・P139が安全なマシンでないと判断し、決勝への出走を見合わせた。

### 予選結果
| 順位    | No. | ドライバー                     | コンストラクター      | タイム | 差      | グリッド |
| ------- | --- | ------------------------------ | --------------------- | ------ | ------- | -------- |
| 1       | 6   | ジャッキー・イクス             | ブラバム-フォード     | 7:42.1 | -       | 1        |
| 2       | 7   | ジャッキー・スチュワート       | マトラ-フォード       | 7:42.4 | +0.3    | 2        |
| 3       | 2   | ヨッヘン・リント               | ロータス-フォード     | 7:48.0 | +5.9    | 3        |
| 4       | 11  | ジョー・シフェール             | ロータス-フォード     | 7:50.3 | +8.2    | 4        |
| 5       | 9   | デニス・ハルム                 | マクラーレン-フォード | 7:52.8 | +10.7   | 5        |
| 6       | 12  | ビック・エルフォード           | マクラーレン-フォード | 7:54.8 | +12.7   | 6        |
| 7       | 17  | ピアス・カレッジ               | ブラバム-フォード     | 7:56.1 | +14.0   | 7        |
| 8       | 10  | ブルース・マクラーレン         | マクラーレン-フォード | 7:56.5 | +14.4   | 8        |
| 9       | 1   | グラハム・ヒル                 | ロータス-フォード     | 7:57.0 | +14.9   | 9        |
| 10      | 8   | ジャン＝ピエール・ベルトワーズ | マトラ-フォード       | 8:00.3 | +18.2   | 10       |
| 11      | 27  | ジョニー・セルボ＝ギャバン     | マトラ-フォード       | 8:11.1 | +29.0   | 14       |
| 12      | 14  | ジョン・サーティース           | BRM                   | 8:12.1 | +30.0   | DNS 1    |
| 13      | 28  | フランソワ・セベール           | テクノ-フォード       | 8:13.9 | +31.8   | 15       |
| 14      | 26  | アンリ・ペスカロロ             | マトラ-フォード       | 8:14.8 | +32.7   | 16       |
| 15      | 3   | マリオ・アンドレッティ         | ロータス-フォード     | 8:12.1 | +30.0   | 11       |
| 16      | 15  | ジャッキー・オリバー           | BRM                   | 8:16.2 | +34.1   | 12       |
| 17      | 23  | フーベルト・ハーネ             | BMW                   | 8:19.5 | +37.4   | WD 2     |
| 18      | 31  | ピーター・ウェストバリー       | ブラバム-フォード     | 8:20.0 | +37.9   | 17       |
| 19      | 20  | クルト・アーレンスJr.          | ブラバム-フォード     | 8:23.2 | +41.1   | 18       |
| 20      | 29  | リチャード・アトウッド         | ブラバム-フォード     | 8:24.6 | +42.5   | 19       |
| 21      | 25  | ディーター・クエスター         | BMW                   | 8:26.8 | +44.7   | WD 2     |
| 22      | 22  | ロルフ・シュトメレン           | ロータス-フォード     | 8:28.1 | +46.0   | 20       |
| 23      | 16  | ヨアキム・ボニエ               | ロータス-フォード     | 8:35.0 | +52.9   | 13       |
| 24      | 30  | グザヴィエ・ペロー             | ブラバム-フォード     | 8:35.4 | +53.3   | 21       |
| 25      | 24  | ゲルハルト・ミッター           | BMW                   | 8:36.5 | +54.4   | DNS 3    |
| 26      | 21  | ハンス・ヘルマン               | ロータス-フォード     | 8:50.3 | +1:08.2 | WD 2     |
| ソース: |     |                                |                       |        |         |          |

追記
- ピンク地はF2部門で参加。グリッドは14番以降に整列
- ^1 - サーティースは決勝への出走を見合わせた
- ^2 - BMW勢とヘルマンは、ミッターの事故死を受けて撤退
- ^3 - ミッターはアクシデントにより死亡

## 決勝

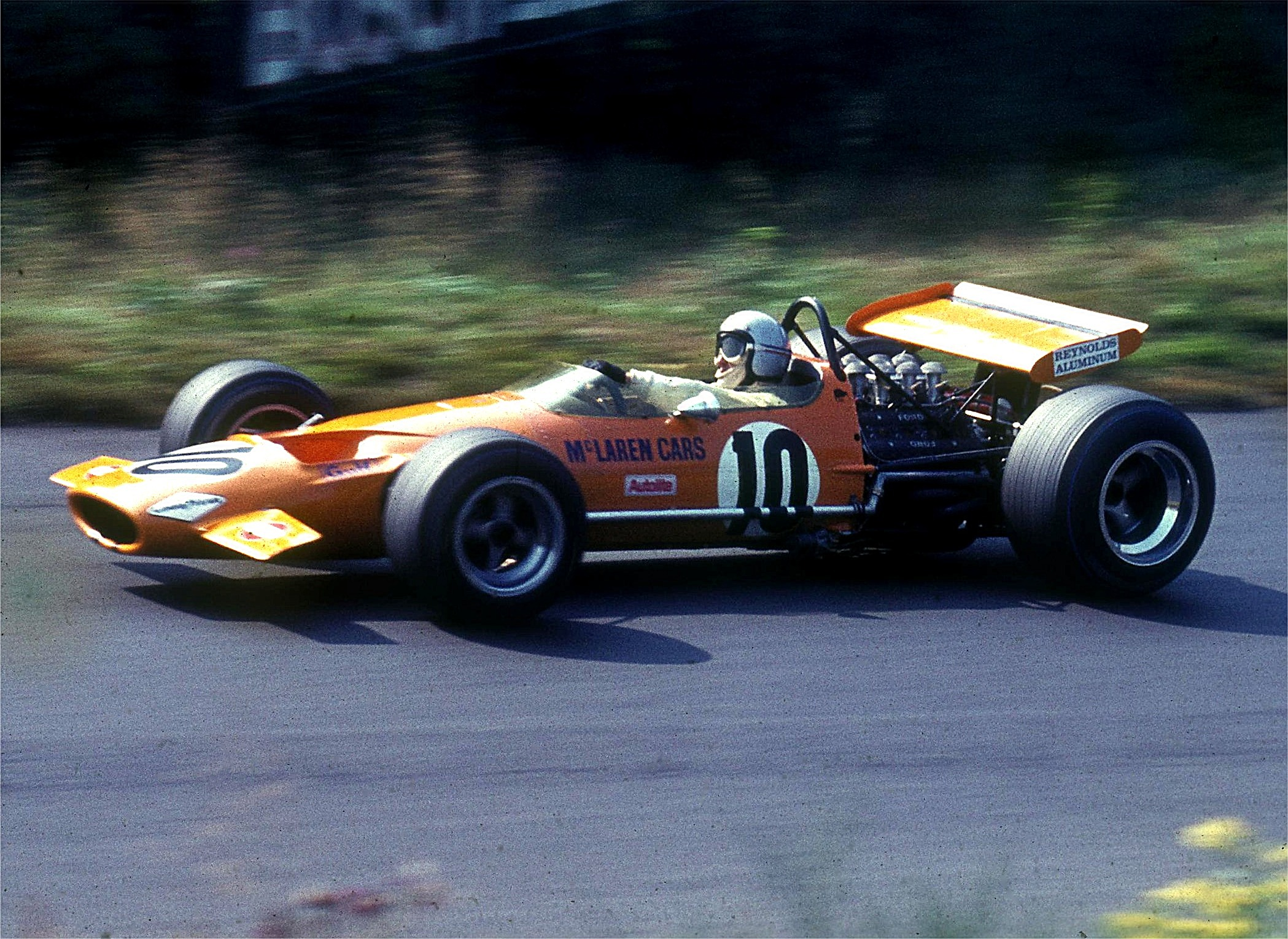
マクラーレン・M7Cを駆るブルース・マクラーレンは3位に入賞した。

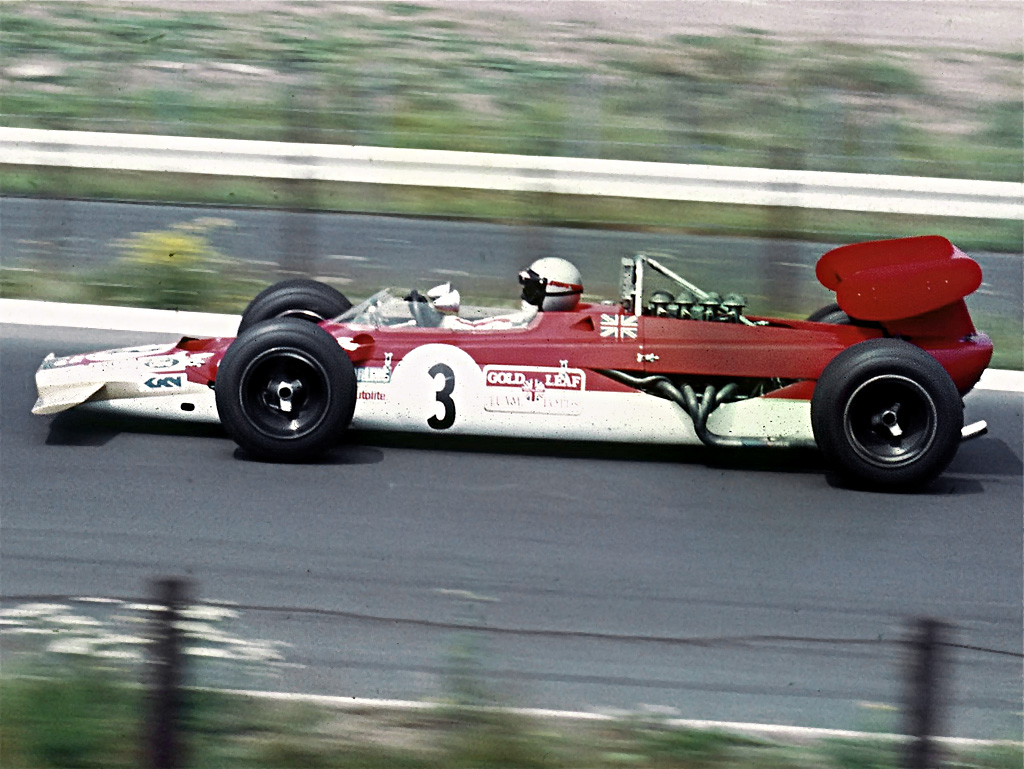
ロータス・63を駆るマリオ・アンドレッティは1周目にリタイアした。

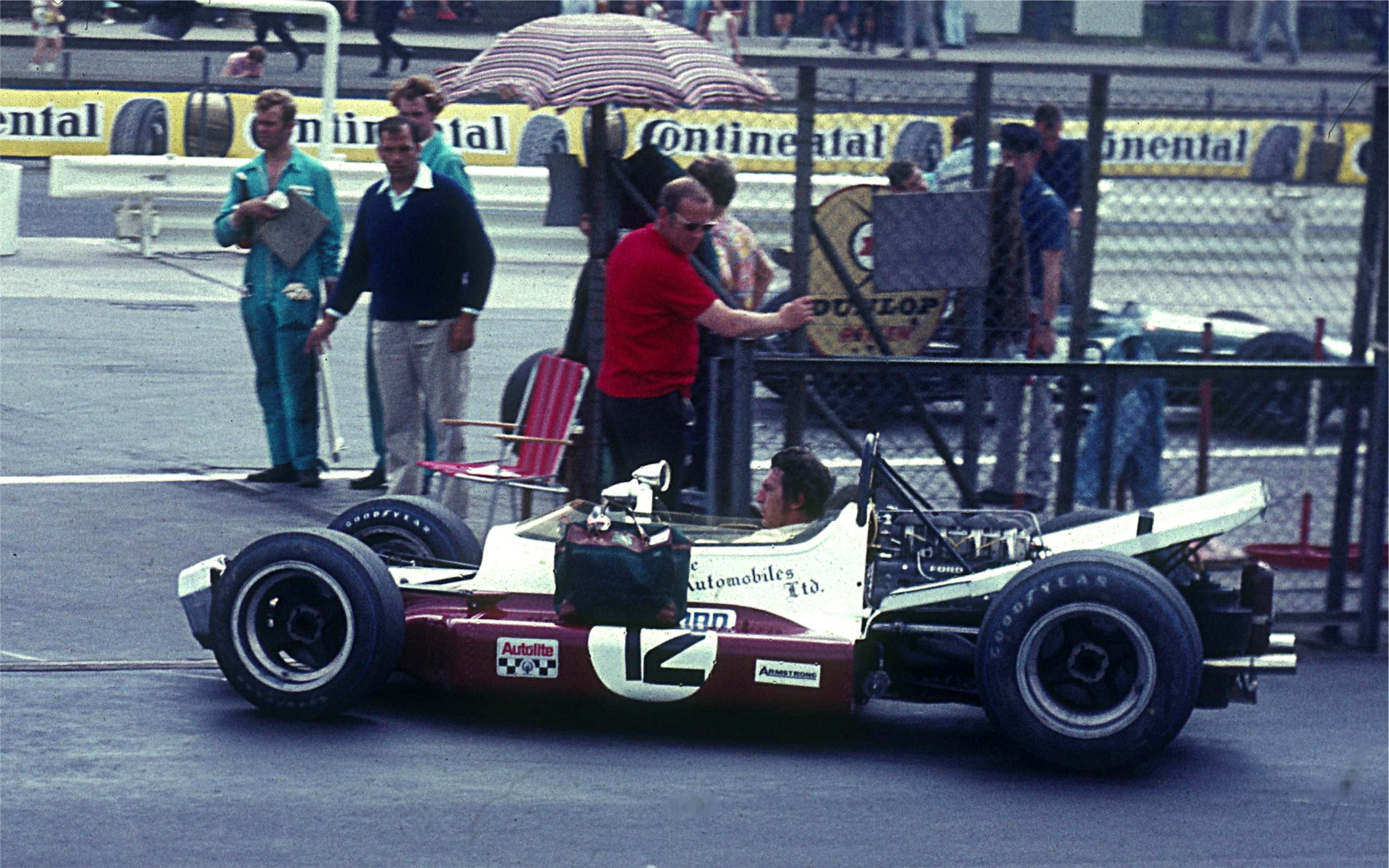
マクラーレン・M7Bを駆るビック・エルフォードは1周目のクラッシュにより腕を骨折し、マシンは大破した。

ポールポジションのジャッキー・イクスがスタートで出遅れて9位に後退し、ジャッキー・スチュワートがジョー・シフェールとヨッヘン・リントを従えて首位に立つ。1周目に四輪駆動車のロータス・63を駆るマリオ・アンドレッティは車体を地面に突いてコースアウトし、木製の柱にクラッシュして2輪を失った。そのホイールの1つに当たったビック・エルフォードのマクラーレン・M7Bは激しくクラッシュし、マシンは真っ逆さまになって木に落下した。アンドレッティはエルフォードを大破したマシンから救出したが、エルフォードは腕を3箇所骨折していた。燃料タンクを内蔵したサイドポッドが特徴であったM7Bはそのまま廃車となった。
イクスは1周目が終わるまでに4位まで順位を戻し、2位のシフェールを9秒差でリードしていたスチュワートに迫っていった。3周目にイクスは2位に浮上し、4周の間スチュワートのすぐ後ろを走り、7周目にスチュワートを抜いて首位に立った。スチュワートは首位を取り戻そうとしたが、ギアシフトに問題を抱え、徐々に後退していった。以後はイクスが首位を独走し、最終的に2位のスチュワートに1分近い大差を付けて優勝した。ブルース・マクラーレンは3位表彰台を獲得したが、スチュワートから約2分半遅れであった。ピアス・カレッジは、ブライトシャイトでオイルに乗ってスピンし、アデナウアーブリッジの横溝でクラッシュしたが、幸いにも無傷だった。
翌1970年はコースの安全性の問題によりグランプリ・ドライバーズ・アソシエーション(GPDA)からニュルブルクリンクでのレースを拒否されたため、ドイツGPは急遽ホッケンハイムリンクに舞台を移して行われた。その間に路面の再舗装やランオフエリア、バリア、キャッチフェンスの設置が行われ、1971年にニュルブルクリンクでのドイツGPが復活した。

### レース結果
| 順位    | No. | ドライバー                     | コンストラクター      | 周回数 | タイム/リタイア原因         | グリッド | ポイント |
| ------- | --- | ------------------------------ | --------------------- | ------ | --------------------------- | -------- | -------- |
| 1       | 6   | ジャッキー・イクス             | ブラバム-フォード     | 14     | 1:49:55.4                   | 1        | 9        |
| 2       | 7   | ジャッキー・スチュワート       | マトラ-フォード       | 14     | +57.7                       | 2        | 6        |
| 3       | 10  | ブルース・マクラーレン         | マクラーレン-フォード | 14     | +3:21.6                     | 8        | 4        |
| 4       | 1   | グラハム・ヒル                 | ロータス-フォード     | 14     | +3:58.8                     | 9        | 3        |
| 5       | 26  | アンリ・ペスカロロ             | マトラ-フォード       | 14     | +7:11.0                     | 16       |          |
| 6       | 29  | リチャード・アトウッド         | ブラバム-フォード     | 13     | +1 Lap                      | 19       |          |
| 7       | 20  | クルト・アーレンスJr.          | ブラバム-フォード     | 13     | +1 Lap                      | 18       |          |
| 8       | 22  | ロルフ・シュトメレン           | ロータス-フォード     | 13     | +1 Lap                      | 20       |          |
| 9       | 31  | ピーター・ウェストバリー       | ブラバム-フォード     | 13     | +1 Lap                      | 17       |          |
| 10      | 30  | グザヴィエ・ペロー             | ブラバム-フォード     | 13     | +1 Lap                      | 21       |          |
| 11      | 11  | ジョー・シフェール             | ロータス-フォード     | 12     | サスペンション/アクシデント | 4        | 2        |
| 12      | 8   | ジャン＝ピエール・ベルトワーズ | マトラ-フォード       | 12     | サスペンション              | 10       | 1        |
| Ret     | 9   | デニス・ハルム                 | マクラーレン-フォード | 11     | トランスミッション          | 5        |          |
| Ret     | 15  | ジャッキー・オリバー           | BRM                   | 11     | オイル漏れ                  | 12       |          |
| Ret     | 2   | ヨッヘン・リント               | ロータス-フォード     | 10     | イグニッション              | 3        |          |
| Ret     | 28  | フランソワ・セベール           | テクノ-フォード       | 9      | クラウンホイール            | 15       |          |
| Ret     | 27  | ジョニー・セルボ＝ギャバン     | マトラ-フォード       | 6      | エンジン                    | 14       |          |
| Ret     | 16  | ヨアキム・ボニエ               | ロータス-フォード     | 4      | 燃料漏れ                    | 13       |          |
| Ret     | 17  | ピアス・カレッジ               | ブラバム-フォード     | 1      | アクシデント                | 7        |          |
| Ret     | 12  | ビック・エルフォード           | マクラーレン-フォード | 0      | アクシデント                | 6        |          |
| Ret     | 3   | マリオ・アンドレッティ         | ロータス-フォード     | 0      | アクシデント                | 11       |          |
| DNS     | 14  | ジョン・サーティース           | BRM                   |        | シャシー                    |          |          |
| DNS     | 24  | ゲルハルト・ミッター           | BMW                   |        | 予選で事故死                |          |          |
| WD      | 23  | フーベルト・ハーネ             | BMW                   |        | ミッターの事故後撤退        |          |          |
| WD      | 25  | ディーター・クエスター         | BMW                   |        | ミッターの事故後撤退        |          |          |
| WD      | 21  | ハンス・ヘルマン               | ロータス-フォード     |        | ミッターの事故後撤退        |          |          |
| ソース: |     |                                |                       |        |                             |          |          |

追記
- ピンク地はF2部門で参加。F1部門とは別賞典のためポイント対象外

ファステストラップ
- ジャッキー・イクス - 7:43.8（7周目）

ラップリーダー
太字は最多ラップリーダー
- ジャッキー・スチュワート - 6周 (Lap 1-6)
- ジャッキー・イクス - 8周 (Lap 7-14)

## 第7戦終了時点のランキング
|         | 順位 | ドライバー               | ポイント |
| ------- | ---- | ------------------------ | -------- |
|         | 1    | ジャッキー・スチュワート | 51       |
| 3       | 2    | ジャッキー・イクス       | 22       |
| 1       | 3    | ブルース・マクラーレン   | 21       |
| 1       | 4    | グラハム・ヒル           | 19       |
| 1       | 5    | ジョー・シフェール       | 15       |
| ソース: |      |                          |          |

|         | 順位 | コンストラクター      | ポイント |
| ------- | ---- | --------------------- | -------- |
|         | 1    | マトラ-フォード       | 51       |
| 2       | 2    | ブラバム-フォード     | 28       |
| 1       | 3    | ロータス-フォード     | 28       |
| 1       | 4    | マクラーレン-フォード | 24 (26)  |
|         | 5    | フェラーリ            | 4        |
| ソース: |      |                       |          |

- 注:  トップ5のみ表示。前半6戦のうちベスト5戦及び後半5戦のうちベスト4戦がカウントされる。ポイントは有効ポイント、括弧内は総獲得ポイント。